# Knösasjön
Knösasjön är en sjö i Vara kommun i Västergötland och ingår i Göta älvs huvudavrinningsområde. Knösasjön ligger vid en rastplats vid riksväg 47 där även sjön Femöringen ligger. Nordväst om sjön ligger en äng där en mindre grusväg passerar och här ligger även ett vindskydd.

## Galleri

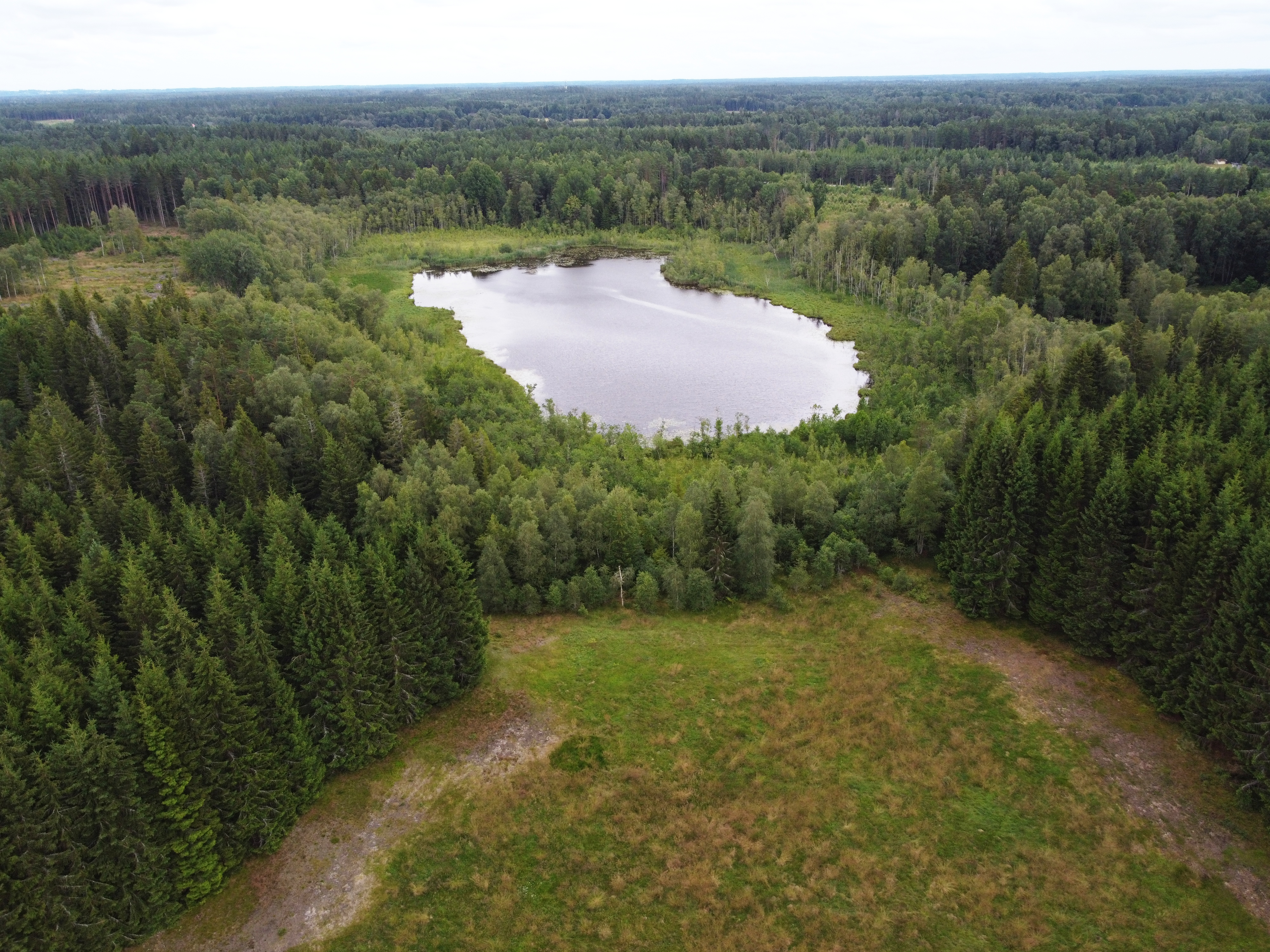
Vid Knösasjön ligger en äng som översilas av en namnlös bäck.